# Pseudolmedia mollis
Pseudolmedia mollis là một loài thực vật có hoa trong họ Moraceae. Loài này được Standl. miêu tả khoa học đầu tiên năm 1923.